# Melaleuca acuminata
Melaleuca acuminata o Mallee Honeymyrtle és una planta de la família de les Myrtaceae que es distribueix pel sud d'Austràlia, encara que hi ha espècies del gènere que també s'estenen per Nova Caledònia, Malàisia i el Vietnam.

## Descripció
És un petit arbust glabre, de fins a 2 metres d'alçària, amb les branques ascendents.

### Fulles
Les fulles són oposades, decussades, és a dir, es diu de les fulles oposades en que cada parell es disposa en un pla longitudinal que fa angle recte amb els dels parells immediats, superior i inferior.
Són de forma el·líptica, de 5-10 x 2-3 mm, acuminades, recurves, còncaves a la part adaxial, puntejades amb glàndules a la part del revers.

### Flors i Fruit
Són de color groc - crema i es reuneixen en grups o en raïms al llarg de les tiges, van creixent sota les últimes que han crescut. Els estams fan fins a 6 mm de llarg. El fruit és més aviat globular, d'uns 3,5 mm de diàmetre, suau quasi sèssil.

## Distribució
Aquesta espècie té una distribució disjunta a banda i banda de la regió del Nullarbor i de la Gran Badia Australiana, al sud del continent. Creix en zones de matollar tipus mallee en sòls argilosos i calcaris.

## Identificació
És de fàcil identificació per les seves fulles decussades i recurvades i per les inflorescències de les seves flors als voltants de les tiges.

## Taxonomia
Melaleuca acuminata va ser descrita per Mueller, Ferdinand Jacob Heinrich von i publicada a Fragmenta Phytographiæ Australiæ 1: 15. 1858. (Fragm.)

## Etimologia
- Melaleuca: és el nom genèric que prové de les paraules gregues melas que significa fosc o negre i leucon que significa blanc, en referència aparentment a les tonalitats blanques de les branques i fosques dels troncs.[4]
- acuminata: epítet específic descriptiu que fa referència a la forma punxeguda de les puntes de les fulles.

## Usos
Des d'arbres i arbusts ornamentals per a parcs i jardins, a tallavents agrícoles i a la rehabilitació de les terres afectades per la sal. El seu cultiu al sud-est asiàtic ha estat molt important per a l'obtenció de fibra de la seva fusta. Però el més rellevant és l'extracció dels olis essencials de les seves fulles per a les indústries cosmètica i farmacèutica.